# دراسة حشدية رجعية

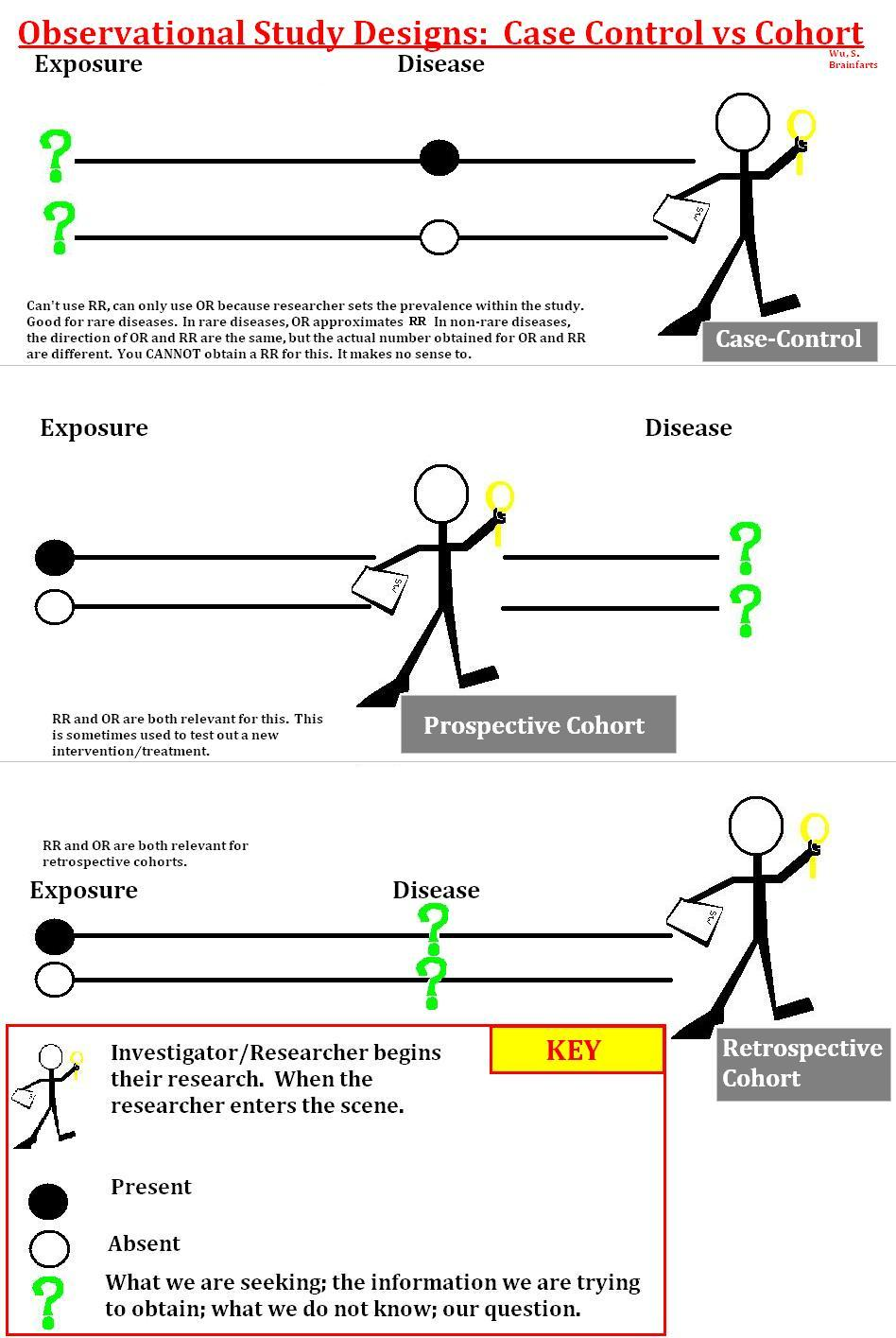

الدراسة الحشدية الرجعية، أو دراسة التعرض الرجعية، والتي يُطلق عليها أيضًا اسم الدراسة الحشدية التاريخية، هي دراسة حشدية طولانية تُستخدم في الأبحاث الطبية والنفسية. تجري فيها مقارنة حشد من الأشخاص الذين يشتركون بتعرضهم لعامل ما مع مجموعة أخرى من الأشخاص المكافئين لهم والذين لم يتعرضوا لهذا العامل، وذلك بغرض تحديد تأثير العامل على حدوث حالة ما مثل الإصابة بمرض أو حدوث الوفاة. الدراسة الحشدية الرجعية موجودة تقريبًا منذ وجود الدراسة الحشدية التقدمية (المستقبلية).

## التصميم
تقارن الدراسة الحشدية الرجعية مجموعتين من الأشخاص المتشابهين بعدة نواحٍ، لكنهم مختلفون بخاصية محددة (مثلًا، الممرضات اللواتي يدخنّ واللواتي لا يدخنّ) تسبب حدوث نتيجة معينة (مثلًا، سرطان الرئة). تُجمَع البيانات حول الأحداث ذات الصلة المتعلقة بكل شخص (شكل التعرض للعامل المدروس ووقته، وفترة الكمون، ووقت حدوث أي نتيجة لاحقة) من تسجيلات موجودة، ويمكن أن تُحلَل بسهولة بغرض تحديد الخطر النسبي للحشد المدروس بالمقارنة مع مجموعة الشاهد (مجموعة التحكم).
إن هذه هي نفس منهجية الدراسة الحشدية التقدمية باستثناء أن الدراسة الرجعية تُجرى بعد ذلك وتنظر إلى الوراء. أما الدراسة التقدمية، فتنظر إلى الأمام، وتشمل مرضى غير متأثرين بالنتيجة وتراقبهم لترى ما إذا حدثت النتيجة لديهم. على كل حال، يشترك كلا نمطي الدراسة الحشدية بنفس نقطة البدء (دراسة البيانات منذ ما قبل حدوث النتيجة). الهدف الأول هو تكوين مجموعتين إحداهما مُعرَّضة والأخرى غير مُعرَّضة، ثم تُراقَب كلتاهما بصورة رجعية لترسيخ التسلسل الزمني للأحداث الأكثر قابلية للحدوث وسبب حدوث الحالة المرضية الحالية في كلتا المجموعتين المُعرَّضة وغير المُعرَّضة.
تتطلب الدراسة الحشدية الرجعية حذرًا نوعيًا لأن الأخطاء الناتجة عن التفنيد والانحياز تكون أكثر شيوعًا بالمقارنة مع الدراسات التقدمية.

## الإيجابيات
تبدي الدراسة الحشدية الرجعية ميزات الدراسات الحشدية عمومًا، ولديها إيجابيات معينة بالمقارنة مع الدراسات الحشدية التقدمية:
- تُجرَى على مقياس أصغر.[5]
- تتطلب عادة وقتًا أقل لإنهائها.
- أقل تكلفة عمومًا، لأن الموارد مكرّسة بصورة أساسية لجمع البيانات.
- أفضل لتحليل النتائج المتعددة.
- في سياق طبي، يمكن أن تدرس الأمراض النادرة والتي تستلزم حشودًا كبيرة جدًا في الدراسات التقدمية.
- إن الدراسة الرجعية مفيدة بصورة خاصة من أجل دراسة الأمراض قليلة الحدوث، بما أن الأشخاص المصابين قد حُدِّدوا بالفعل. قد تكون حقيقة أن الدراسات الرجعية أقل تكلفة عمومًا من الدراسات التقدمية ميزةً مهمة. بالإضافة إلى ذلك، فإنها تملك كل الميزات الأساسية للدراسات الحشدية.[6]

## السلبيات
للدراسات الرجعية سلبيات بالمقارنة مع الدراسات التقدمية:
- لا يمكن إجراء بعض الإحصائيات الأساسية، وقد تؤثر الانحيازات المهمة على اختيار الشواهد.
- لا يمكن أن يتحكم الباحثون بالتعرض أو تقييم النتيجة، وبدلًا عن ذلك، يجب أن يعتمدوا على الآخرين من أجل حفظ التسجيلات الدقيقة. عند الاعتماد على ذاكرة شخص ذي تعرض سابق للمتغيرات ذات الخطورة، فإن هذا التذكر قد يكون غير دقيق وعرضة للانحياز. قد يكون من الصعب إجراء مقارنات دقيقة بين المتعرضين وغير المتعرضين.
- قد يحدث في الطريقة الرجعية انحياز اختيار وسوء تصنيف أو انحياز معلومات. في الدراسات الرجعية، عادة ما يصعب تقدير العلاقة الزمنية.
- قد تحتاج الدراسات الحشدية عينات ذات حجوم كبيرة جدًا من أجل نتائج نادرة.
- المقارنة مع دراسات الحالات والشواهد
- في الوقت الذي تحاول فيه الدراسات الحشدية مقارنة خطر الإصابة بمرض ما عند التعرض لعوامل خطر معروفة، ستحاول دراسة الحالات والشواهد تحديد عوامل التعرض المحتملة بعد حدوث مرض معروف. إن الخطر النسبي ونسبة الاحتمالات كلاهما متعلقان ببعضهما في الدراسة الحشدية الرجعية، لكن نسبة الاحتمالات فقط يمكن أن تُستخدم في دراسات الحالات والشواهد. على الرغم من أن معظم دراسات الحالات والشواهد تكون رجعية، فقد تكون تقدمية أيضًا عندما يراقب الباحث مشاركين بناء على حدوث مرض.